# Gyarmathy Zsigáné

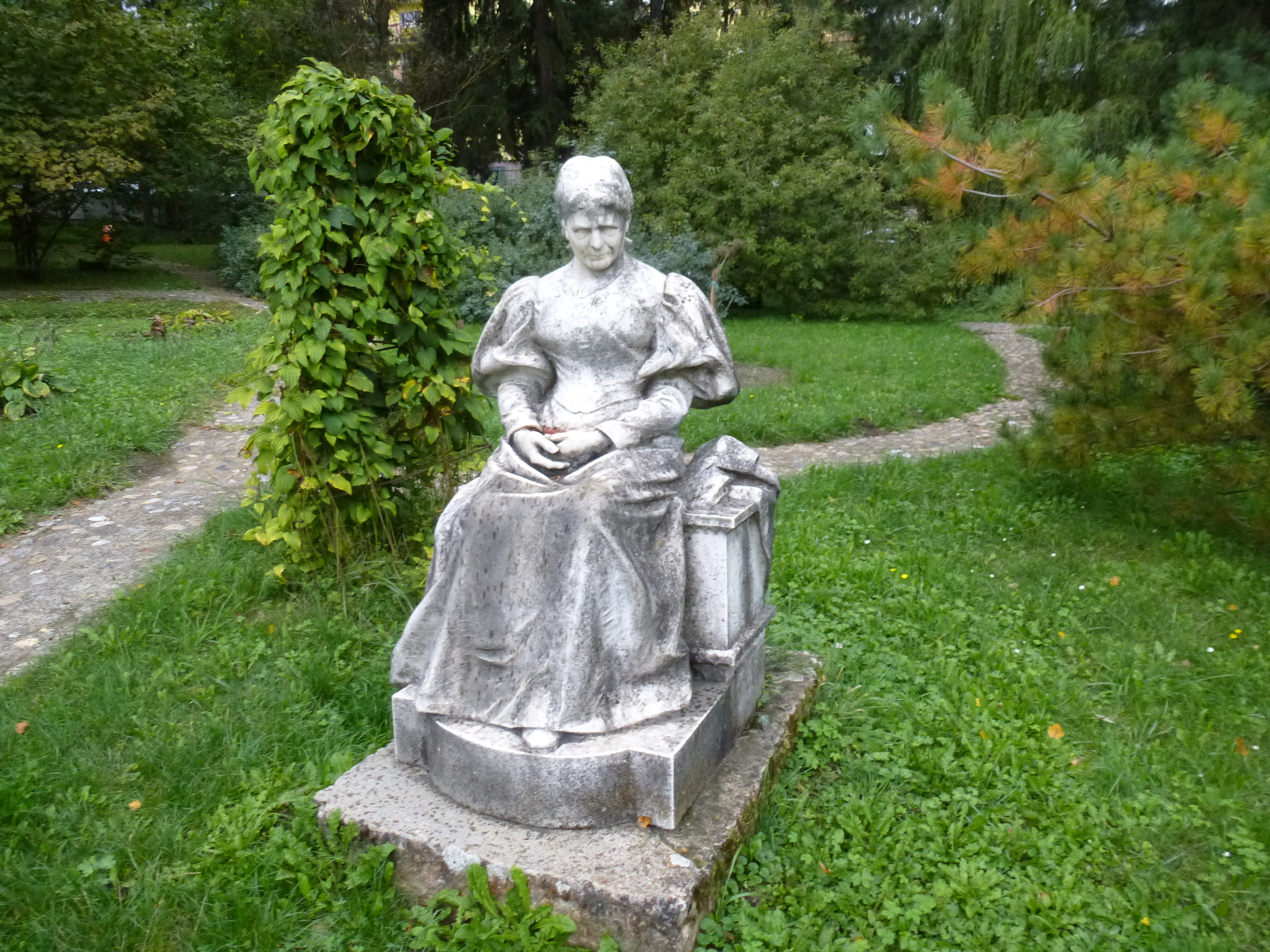
Szobra a kolozsvári botanikus kertben

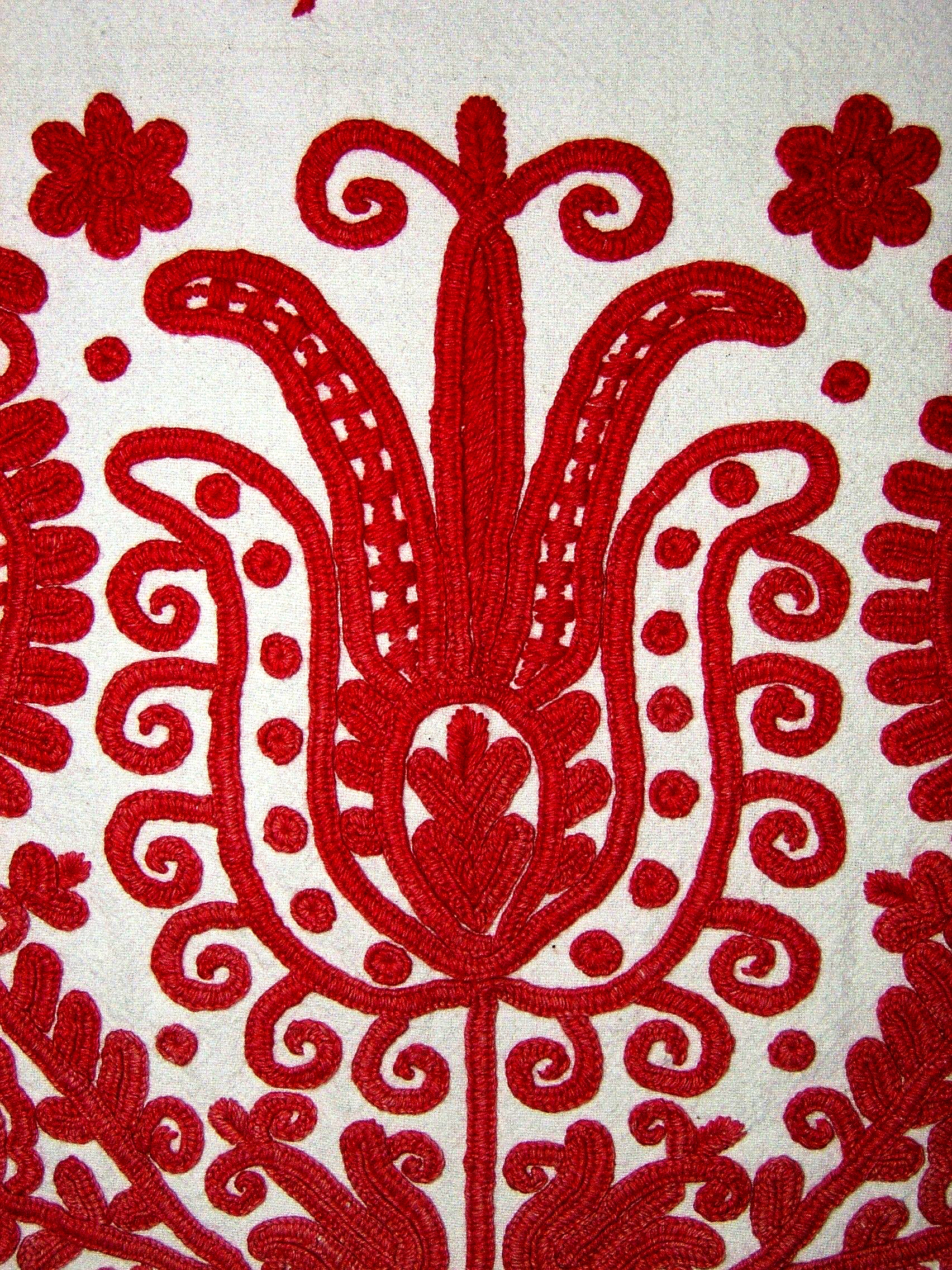
Kalotaszegi varrottas

Érsekújvári Gyarmathy Zsigáné terebesi Hory Etelka (Magyargyerőmonostor, 1845. május 28. – Bánffyhunyad, 1910. április 10.) írónő, a kalotaszegi népi hagyományok gyűjtője.

## Élete
A nemesi származású terebesi Hory család sarja. „Kalotaszeg nagyasszonya” a magyargyerőmonostori lelkész, terebesi Hory Farkas és nemes Aumüller Rozália lánya volt. Gyermekkorát szülőfalujában töltötte, ahol édesapjától tollforgatást, nagynénjétől pedig kalotaszegi varrottas készítését tanulta.
1853-ban a kolozsvári leánynevelő intézetbe került. 1862-ben férjhez ment a szintén nemesi származású érsekújvári Gyarmathy család sarjához érsekújvári Gyarmathy Zsigmondhoz, és Bánffyhunyadra költözött, ahol a gyermeknevelés mellett irodalommal és a népművészettel foglalkozott.
Bánfyhunyadon élő Gyarmathy Zsigáné Hory Etelka nevét a 19. század utolsó évtizedeiben a kalotaszegi varrottas tette a Monarchiában és külföldön is ismertté. A kalotaszegi varrottas és Gyarmathyné hírnevének története az 1885. évi Országos Kiállításon kezdődött. Ekkor kapott felkérést arra, hogy a kiállításon rendezzen be egy kalotaszegi szobát. A szobának nagy sikere lett, a varrottas népszerűsítését a legmagasabb főúri körök, az arisztokrácia és a művészértelmiség egyaránt felkarolta, terjesztését és értékesítését segítette. A varrottast bemutatták az 1890-es Bécsi Általános Gazdasági és Erdészeti Kiállításon és az 1896-os Ezredéves Országos Kiállításon, majd Párizstól Londonig Nyugat-Európában több helyen, sőt még Amerikában is értékesítették. 
Kalotaszeg vidékén kialakult egy virágzó háziipar, amely a környék népének megélhetését biztosította, és amely Gyarmathyné szervező munkájának eredményeként jött létre. Gyarmathy Zsigáné a kalotaszegi háziipar beindításával és termékeinek népszerűsítésével kapcsolatos tevékenysége mellett számos publicisztikai írását és szépirodalmi munkáját a táj és Kalotaszeg tárgyi kultúrája diszkurzív kimunkálásának szolgálatába állította. Írói pályája is a kalotaszegi háziipar megteremtése érdekében végzett ténykedésével szoros összefüggésben bontakozott ki. A két tevékenységforma tehát elválaszthatatlan volt egymástól élete során: egyrészt a varrottas tette nevét közismertté, és ismertsége írói hírnevére is kihatott, másrészt publicisztikai és szépirodalmi szövegei a régió népszerűsítését szolgálták, tehát sok esetben írásai hívták fel a figyelmet Kalotaszeg autentikus tárgyi kultúrájára. Erről ő maga így írt Tarka képek a kalotaszegi varrottas világából című kötetében: „Kötetekre menne azoknak az érdekes leveleknek a száma, melyeket az ország minden részéből és külföldről kapok varrottas-ügyben. Sok jellemző van a sok levélben és az emberismeret nagy tudományában nagyon elősegíti az író embert. Különben is szoros kapcsolatban van az én szerényke irodalmi működésem a népiparral: egyik segítette elő a másikat.”  (Gyarmathy Zsigáné: Tarka képek a kalotaszegi varrottas világából, 1896: 32. (Azok a jó magyar úrnők című fejezet)
Gyarmathyné kitűnő gyakorlati érzékkel intézte a vállalkozás üzleti részét is. Kapcsolatot teremtett áruházakkal, bazárokkal, bizományosokkal, divatszalonokkal, múzeumokkal stb., árjegyzékeket küldött, rendeléseket vett fel, könyvelt. Levelei keresztül-kasul bejárták egész Európát, eljutottak Amerikába is, a leveleket pedig követték a gyönyörű varrottasok. 1891 őszén Bródy Sándor a következőket írta Gyarmathy Zsigánénak: „Egy pár hónapig Itáliában jártunk és csaknem minden városban találtam Kalotaszegire, az antikváriusok azt mondják reá, hogy magyar csipke és szeretik". A megrendelők között találjuk a Habsburg-család tagjait és az ország neves politikusait is. A belföldi és a külföldi piac megteremtésével a varrottaskészítést jövedelmező háziiparrá fejlesztette. Kalotaszeg népe állandó bevételi forráshoz jutott, Gyarmathyné 400 személyt foglalkoztatott, akik évente tíz-tizenötezer forintot kerestek.
Gyarmathy Zsigáné a kalotaszegi népművészetet és tájat - a XIX. század utolsó negyedének népszerű írónőjeként - írásaival is népszerűsítette. 
A kalotaszegi népélet, sajátos megnyilvánulásaival, általa vonult be a magyar irodalomba. Cikkei, riportjai, hangulatképei gyakran jelentek meg a Kalotaszeg (1890-1891) és a Bánffyhunyad és Vidéke (1899-1900) című lapokban, amelyeknek főmunkatársa, támogatója volt. Az irodalomtörténet több regényét, elbeszélését, néprajzi tanulmányát tartja nyilván. Ismertebb munkái: A hegyek közül (1886), A havasok alján (1891), Regény a szabadságharc idejéből (1890), Tarka képek a kalotaszegi varrottas világából (1896), Kalotaszegi bokréta (1907) stb. 
Szülőföldjéért, nemzetéért öt évtizeden át fáradhatatlanul dolgozott, Kalotaszeg társadalmi, művelődési életének minden mozdulásában része volt. Állandó kapcsolatba került kora több jeles etnográfusával, segítette a gyűjtésben, kincsfeltárásban Herman Ottót, Xántus Jánost, Hermann Antalt, a fonográffal való népdalgyűjtés úttörőjét, Vikár Bélát. Jankó János Gyarmathyék segítségével írta Kalotaszeg magyar népe című úttörő munkáját. „Ha érdemem van Kalotaszegen egyáltalán - írta 1896 nyarán Jankó János -, bizony Nagysád az első, de legilletékesebb is, aki ezt elismeri." Malonyai Dezső A kalotaszegi magyar nép művészete című könyvéhez is többször kérte Gyarmathyné tanácsát. Az ő vendégeként járt és festett Kalotaszegen Munkácsy Mihály, az angol Walter Crane, a preraffaeliták vezére, Edvi-Illés Aladár, Körösfői-Kriesch Aladár, a gödöllői művésztelep vezetője stb. 
Gyarmathy Zsigáné Háry Etelka 1910-ben Kolozsváron hunyt el, örök álmát a bánffyhunyadi temetőben alussza. Kalotaszeg nagyasszonya életének és munkásságának feldolgozása azonban még várat magára. A Kolozsvári Állami Levéltárban (volt Erdélyi Múzeum Egylet Levéltára) még jelenleg is rendezetlen a Gyarmathy család hat nagy csomagból álló hagyatéka - az írónő levelezése, kéziratai, fényképei, varrottas mintagyűjteménye, családi ereklyéi stb. ), az erdélyi magyar művelődéstörténet páratlan értékű forrásai.

## Írásai
- Vidék - Kalotaszeg vidékéről december 1.
- Kalotaszegről
- Kalotaszegről - "Kalotaszeghez"
- A kalotaszegi hímzésekről
- Akik Kalotaszeg varrottasát terjesztik
- A magyar nőkhöz
- A kalotaszegi varrottas
- A kalotaszegi varrottasról
- M.-Gy.-Monostor
- A bánffyhunyadi vásár
- Régi magyar minták Kalotaszegen
- Kalotaszeg művészete. Apró képek a varrottas világából
- Még egyszer a varrottasról
- A "varrottas"ról
- A kalotaszegi gyerekek
- A "varrottas" új pártfogónője
- Kalotaszeg újabb fejlődéséről
- A két Miss
- Fotográfus, etnográfus és a nép
- Bánffyhunyad, március - 1895
- Bánffyhunyad
- Bánffyhunyad és vidéke
- BánffyHunyadi lakodalom
- Vendégjárás évadján
- A királyné lepedője és az aranyos fejkötő
- Margitszigeti levél
- József főhercegné
- Özv. Dr. Herich Károlyné
- Egy kalotaszegi kisleány története
- Izabella főhercegnő
- Gróf Csáky Albinné
- Özv. Gróf Kornis Miklósné
- Azok a jó magyar úrnők
- Hogy készült a királykisasszony kelengyéje?
- Akik nem értenek a varrottasokhoz
- Mária Terézia főhercegnő Bánffyhunyadon
- Munkácsy Mihály a varrottasok között
- Két angol írónő nálunk
- Két angol írónő rólunk
- Etnográfia és főzés
- A Teck Mary hercegnő varrottasai
- A Korbay-pár
- A fodorvászon
- Amit észrevett a mi királyi hercegünk
- A kalotaszegi népnyelvből
- A kalotaszegi képekhez
- Régi ételek és a bálmos
- Kalotaszgei leányok
- Kalotaszeg - Kalotaszeg népe - A kalotaszegi varrottas (ismeretlen szerzővel közösen)
- Három leány története (regény)
- A regényes feleség (regény; Budapest, 1885)
- Az ifju pap (regény; Budapest, 1885)
- Hegyek közül (novellák; Budapest, 1886)
- Akiknek nincsen szivük (regény; Budapest, 1886)
- Beszélyek és apróságok (Budapest, 1887)
- Monostori Katinka (regény; Budapest, 1890)
- A havasok alján (elbeszélések; Budapest, 1891)
- Asszonyokról asszonyoknak (novellák; Budapest, 1895)
- Tarka képek a kalotaszegi varrottas világából (Budapest, 1896) Online
- Régi urak, új parasztok (novellák; Budapest, 1896)
- Önkéntes mártírok (novellák; Budapest, 1898)
- Zudorék (regény; Budapest, 1898)
- Az új hajtások (regény; Budapest, 1901)